# Râul Șercaia
Râul Șercaia este un afluent de stânga al râului Olt. Cursul superior al râului se mai numește și Râul Valea Poiana Mărului (până la confluența cu râul Holbav, iar în aval de această confluență se mai numește râul Șinca până la confluența cu râul Scurta aval de localitatea Vad.

## Hărți
- Harta județul Brașov
- Harta munții Perșani  Arhivat în 13 iunie 2008, la Wayback Machine.